# Heinrich Belzer
Heinrich Belzer (* 16. August 1861 in Baden-Baden; † 30. Januar 1927 in Konstanz) war ein deutscher Jurist und Verwaltungsbeamter.

## Leben
Belzer war ein Sohn des Bauunternehmers und Abgeordneten in der zweiten Kammer der badischen Ständeversammlung Bernhard Belzer.  Der Reichstagsabgeordnete Emil Belzer war ein Bruder, der badische Landrat Rudolf Belzer (1901–1976) war ein Sohn von Heinrich Belzer.
Nach dem Schulbesuch in Baden-Baden studierte Belzer Rechtswissenschaften an den Universitäten Heidelberg, München und Berlin und legte 1888 die 2. juristische Staatsprüfung ab. Nach Referendariat und einer Tätigkeit beim Oberschulrat wurde er 1892 Amtmann in Karlsruhe. 1895 wechselte er nach Meßkirch, wo er im Folgejahr Amtsvorstand und Oberamtmann wurde. Von 1899 bis 1906 wirkte er in dieser Funktion beim Bezirksamt Kehl. 1906 wurde er zum Geheimen Regierungsrat befördert und übernahm das Bezirksamt Lörrach, das er bis 1911 führte. Bis zu seiner Pensionierung 1924 leitete er das Bezirksamt Konstanz und war im Ersten Weltkrieg zeitweise auch als Landeskommissär in Konstanz eingesetzt.

## Ehrungen
1902 erhielt er das Ritterkreuz 1. Klasse des Ordens vom Zähringer Löwen und 1913 jenes mit Eichenlaub.
1912 wurde ihm der preußische Roter Adlerorden 3. Klasse und 1917 das preußische Verdienstkreuz für Kriegshilfe verliehen.